# College & Research Libraries
College & Research Libraries è una rivista accademica bimestrale di biblioteconomia sottoposta a revisione paritaria e pubblicata dall'Association of College and Research Libraries.

## Storia
La rivista è stata fondata nel dicembre 1939 e pubblicata trimestralmente per i primi 18 anni, poi bimestralmente a partire dal 1956. Pubblica articoli che hanno lo scopo di aiutare i bibliotecari delle università e degli istituti di ricerca a costruire un quadro intellettuale per soddisfare le esigenze degli utenti universitari.
L'attuale caporedattore è Kristen Totleben (Università di Rochester). Il precedente caporedattore era Wendi Arant Kaspar (Texas A&M University Policy Sciences and Economics Library). Dal 2011 la rivista è ad accesso aperto.

## Indicizzazione
Gli abstract e gli articoli della rivista sono indicizzati da: Scopus, Social Sciences Citation Index, America: History and Life, Academic Search Premier, FRANCIS, PASCAL, EBSCO Education Source, Educational research abstracts (ERA), Information Science and Technology Abstracts, Library and Information Science Abstracts, Library Literature and Information Science e MLA - Modern Language Association Database.
Secondo il Journal Citation Reports, nel 2017 la rivista ha ricevuto un fattore di impatto pari a 1,626, collocandosi al 36º posto fra 88 riviste censite nella categoria "Scienze dell'informazione e biblioteconomia". Secondo Web of Science, al 2024 il fattore di impatto era 1.7, collocando la rivista nel secondo quartile della stessa categoria.